# Crambus cormieri
Crambus cormieri là một loài bướm đêm trong họ Crambidae.